# Wereldkampioenschappen wielrennen 1966
De wereldkampioenschappen wielrennen 1966 op de weg vonden plaats in West-Duitsland op 25, 27 en 28 augustus 1966. De ploegentijdrit voor amateurs over 100 kilometer werd in Keulen gereden op donderdag 25 augustus over twee ronden van 50 km met start en aankomst aan het Müngersdorfer Stadion van 1. FC Köln. De wegwedstrijden werden betwist op de Nürburgring. De vrouwen en amateurs reden op zaterdag 27 augustus; de profs op zondag 28 augustus. De amateurs en de profs moesten het volledige circuit met de zware Nordschleife rijden, de dames enkel de minder moeilijke Südschleife. Hier behaalde Yvonne Reynders haar vierde wereldtitel vóór de pas zeventien jaar geworden Keetie Hage. Olympisch kampioen Evert Dolman werd wereldkampioen van de amateurs, tien jaar na de vorige Nederlandse amateurwereldkampioen Frans Mahn. Bij de profs won Rudi Altig na een lange eindspurt.

## Uitslagen

### Elite
Afstand: 273,720 kilometer. 74 deelnemers (22 reden uit).
| Plaats | Renner                 | Land           | Tijd     |
| ------ | ---------------------- | -------------- | -------- |
| 1      | Rudi Altig             | West-Duitsland | 7u31'10" |
| 2      | Jacques Anquetil       | Frankrijk      | z.t.     |
| 3      | Raymond Poulidor       | Frankrijk      | z.t.     |
| 4      | Gianni Motta           | Italië         | +8"      |
| 5      | Jean Stablinski        | Frankrijk      | +10"     |
| 6      | Italo Zilioli          | Italië         | +13"     |
| 7      | Guido Reybrouck        | België         | +41"     |
| 8      | Jo de Roo              | Nederland      | z.t.     |
| 9      | Lucien Aimar           | Frankrijk      | z.t.     |
| 10     | Martin Van Den Bossche | België         | z.t.     |

Felice Gimondi werd elfde en Eddy Merckx twaalfde, in dezelfde tijd als Guido Reybrouck. De teleurgestelde Anquetil verdween na afloop van de wedstrijd en verscheen niet op de podiumceremonie. De Italiaanse sprinter Gianni Motta, die een ploegmaat was van Altig bij Molteni, deed niet mee aan de eindspurt, een "merkwaardige reactie" volgens de verslaggever van het Leidsch Dagblad.

### Amateurs wegrit
Afstand: 182,480 kilometer. 146 deelnemers uit 32 landen.
| Plaats | Renner          | Land                | Tijd     |
| ------ | --------------- | ------------------- | -------- |
| 1      | Evert Dolman    | Nederland           | 4u59'32" |
| 2      | Leslie West     | Verenigd Koninkrijk | z.t.     |
| 3      | Willy Skibby    | Denemarken          | +40"     |
|        |                 |                     |          |
| 6      | Willy Van Neste | België              | +1'24"   |

### Amateurs ploegentijdrit
| Plaats | Ploeg                                                                    | Tijd     |
| ------ | ------------------------------------------------------------------------ | -------- |
| 1      | Denemarken Verner Blaudzun/Per Norup Hansen/ Ole Hojlund/Fleming Wisborg | 2u09'03" |
| 2      | Nederland Eddy Beugels/Harry Steevens/ Tiemen Groen/Rini Wagtmans        | +24"     |
| 3      | Italië Attilio Benfatto/Luciano Dalla Bona/ Mino Denti/Pietro Guerra     | +1'02"   |

De wedstrijd werd gereden in de stromende regen. De Nederlandse ploeg had onderweg met twee valpartijen en een lekke band af te rekenen, zo niet was ze wellicht wereldkampioen geworden. Dat kostte ons in totaal een minuut, zei de ploegleider Joop Middelink na afloop. Het Belgische viertal eindigde op de veertiende plaats.

### Vrouwen
Afstand: 46,482 km. 40 deelneemsters uit 12 landen.
| Plaats | Renner          | Land        | Tijd     |
| ------ | --------------- | ----------- | -------- |
| 1      | Yvonne Reynders | België      | 1u27'21" |
| 2      | Keetie Hage     | Nederland   | z.t.     |
| 3      | Aino Puronen    | Sovjet-Unie | z.t.     |

1921 · 
1922 · 
1923 · 
1924 · 
1925 · 
1926 · 
1927 · 
1928 · 
1929 · 
1930 · 
1931 · 
1932 · 
1933 · 
1934 · 
1935 · 
1936 · 
1937 · 
1938 · 
1946 · 
1947 · 
1948 · 
1949 · 
1950 · 
1951 · 
1952 · 
1953 · 
1954 · 
1955 · 
1956 · 
1957 · 
1958 · 
1959 · 
1960 · 
1961 · 
1962 · 
1963 · 
1964 · 
1965 · 
1966 · 
1967 · 
1968 · 
1969 · 
1970 · 
1971 · 
1972 · 
1973 · 
1974 · 
1975 · 
1976 · 
1977 · 
1978 · 
1979 · 
1980 · 
1981 · 
1982 · 
1983 · 
1984 · 
1985 · 
1986 · 
1987 · 
1988 · 
1989 · 
1990 · 
1991 · 
1992 · 
1993 · 
1994 · 
1995 · 
1996 · 
1997 · 
1998 · 
1999 · 
2000 · 
2001 · 
2002 · 
2003 · 
2004 · 
2005 · 
2006 · 
2007 · 
2008 · 
2009 ·
2010 · 
2011 · 
2012 · 
2013 · 
2014 · 
2015 · 
2016 · 
2017 · 
2018 · 
2019 · 
2020 ·
2021 ·
2022 ·
2023 ·
2024 ·
2025 ·
2026